# تايلر روبرتسون
تايلر روبرتسون (بالإنجليزية: Tyler Robertson)‏ هو لاعب كرة قاعدة أمريكي، ولد في 23 ديسمبر 1987 في سيمي فالي في الولايات المتحدة.

## وصلات خارجية
- تايلر روبرتسون على موقع دوري كرة القاعدة الرئيسي (الإنجليزية)
- تايلر روبرتسون على موقعبيزبول رفرنس.كوم (الدوري الرئيسي) (الإنجليزية)
- تايلر روبرتسون على موقعبيزبول رفرنس.كوم (الدوري الثانوي) (الإنجليزية)
- تايلر روبرتسون على موقع إي إس بي إن.كوم (أم.أل.بي) (الإنجليزية)
- تايلر روبرتسون على موقع مشجعي الرسوم البيانية (الإنجليزية)